# Калао короткочубий
Калао короткочубий (Anorrhinus galeritus) — вид птахів родини птахів-носорогів (Bucerotidae).

## Поширення
Ареал виду тягнеться від крайнього півдня М'янми та південного Таїланду через Малайський півострів до Борнео, Суматри й острова Натуна (Індонезія) та Брунею. Його природне середовище проживання — субтропічні або тропічні вологі низовинні ліси.

## Опис
Птах завдовжки 65–70 см, вага 1134—1247 г. Шолом має дуже особливу форму. Починається з середини щелепи, поступово піднімається по коловій кривій, а потім опускається до верхньої частини черепа. У самців шкіра навколо очей, щоки і горло світло-блакитні. Голова покрита довгим темно-зеленим гребнем. Задня частина шиї і накидка також темно-зелені зі світлими краями. Вторинні покриви бронзово-зелені з помітними білуватими краями. Інша частина тіла світло-коричнева, оскільки більшість пір'я облямована замшою. Хвіст на дві третини своєї довжини блакитно-білий. Кінцева частина темно-зелена. Дзьоб, лапи, ступні і нігті чорні. Райдужка червона, брови забарвлені чорно-білими. Самиця практично ідентична самцю, за винятком двох деталей: коротшого і менш округлого шолома та голої шкіри на горлі жовтого кольору.

## Спосіб життя
Стадний птах. Він шукає їжу групами по 6-10 особин, рідше по 20, літаючи під пологом лісу і короткі відвідини дерев. Ці групи розпадаються на менші підрозділи, коли не вистачає ресурсів. Він є переважно плодоїдним, але також їсть комах, ящірок і жаб.
Цей вид може розмножуватися в будь-який час року, за умови достатньої кількості їжі. Залежно від наявності ресурсів він може відкладати два виводки на рік або лише один виводок на два роки. Розмноження кооперативне, оскільки пара отримує допомогу численних помічників. Вся група сідає на одне дерево, кричачи, щоб повідомити про володіння територією і допомагати гніздовій парі будувати гніздо, закривати вхід і годувати молодняк. Розмножується лише одна пара у зграї, а супутніми є переважно самці. Гніздо розташоване в природній порожнині дерева на висоті від 10 до 25 метрів над землею. Виводок складається з 2-3 яєць, які висиджуються приблизно 30 днів. Пташенята народжуються голими. Самицю і молодняк годують усією групою, майже завжди відригованим кормом. Молодняк покидає гніздо протягом 60 днів. Їм передує самиця, яка виходить з порожнини на тиждень раніше. Звільнившись, діти залишаються в сімейній групі щонайменше на 5 місяців.